# Laccophilus denticulatus
Laccophilus denticulatus – gatunek wodnego chrząszcza z rodziny pływakowatych i podrodziny Laccophilinae.

## Taksonomia
Gatunek ten opisany został po raz pierwszy w 2022 roku przez Johannesa Bergstena i Olofa Biströma. Jako miejsce typowe wskazano Nioumbadjou na Wielkim Komorze, wyspie należącej do Komorów. W obrębie rodzaju zaliczany jest do grupy gatunków alluaudi. Epitet gatunkowy oznacza po łacinie „ząbkowany” i nawiązuje do ząbka przy nasadzie prącia.

## Morfologia
Chrząszcz o ciele długości od 3,9 do 4,1 mm i szerokości od 2,3 do 2,4 mm. Głowa jest ceglasta do jasnordzawej z ciemnordzawą plamą w tyle, błyszcząca z delikatnym, nieregularnym siateczkowaniem. Smukłe czułki mają kolor ceglasty do jasnordzawego. Przedplecze również jest ceglaste do jasnordzawego, na przedzie z brązową do ciemnordzawej plamką, po bokach równomiernie zakrzywione i nieobrzeżone. Na ceglastych pokrywach znajdują się czarne lub ciemnordzawe znaki podłużne, z których cztery wewnętrzne sięgają niemal do ich podstawy, a trzy zewnętrzne kończą się wcześniej pozostawiając barki jasnymi. Powierzchnie pokryw są nieco matowe, gęsto siateczkowane oraz z nieregularnymi rzędami delikatnych, nieco rozproszonych punktów. Przedpiersie jest ceglaste do jasnordzawego, zapiersie ciemnordzawe z jaśniejszym przodem, a płytki zabiodrzy niemal czarne po bokach i ciemnordzawo rozjaśnione ku środkowi, szagrynowane. Linie zabiodrzy tworzą tępe wyrostki boczne. Odnóża są jasnordzawe do ceglastych. U samców stopy przedniej i środkowej pary są nieco powiększone i opatrzone przyssawkami. Genitalia samca mają prącie zafalowane w widoku brzusznym, przynasadowo z wyraźnym, ostrym ząbkiem po lewej stronie, wierzchołkowo z niesymetrycznym guzkiem. 

## Rozprzestrzenienie
Owad endemiczny dla wyspy Wielki Komor należącej do Komorów.